# スクリーン線数
スクリーン線数（スクリーンせんすう）または線数とは、印刷の精細さを表す尺度。単位はlpi（lines per inch）。本来は長さあたりの網点の密度だが、網点を使わない印刷にも拡張できる。ピクセル密度（単位: ppi, pixels per inch）や、ドット密度（単位: dpi, dots per inch）は別の尺度であり、単純な換算はできない。「スクリーン線数」は量、「lpi」は単位だが、しばしば混用され、「lpiで表したスクリーン線数」を単にlpiと言うことがある。以下でもその語法を使うことがある。ppi、dpiも同様である。

## 由来
スクリーン線数とは元来、網（スクリーン）の線の長さあたり密度を意味した。かつて、オフセット印刷の原版の網点を作るときに網を使い、網の目の細かさで印刷の精細さが決まったため、印刷についてもスクリーン線数と言うようになった。網のスクリーン線数がインチあたりだったため、スクリーン線数の単位もインチあたりとなった。

## 様々なlpi

### オフセット印刷のlpi
オフセット印刷のlpiは、1インチにいくつの線が引けるかを表す。線を引くためには、lpiはdpiの半数以下になる。
網点の大きさで階調を表すため、網点は多数のドットで構成される。256階調なら網点は最大16×16ドットからなるので、lpiはdpiの1/16以下になる。64階調なら1/8以下になる。dpiが同じなら、階調数を上げればlpiは下がる。
デジタルデータを印刷する場合、網点の配置が直線的なため、ジャギーが見えることがある。これを防ぐためには、lpiはppiの最低1.5倍、できれば2倍必要である。

### インクジェットプリンターのlpi
インクジェットプリンターは網点を使わないが、オフセット印刷と同様のdpiとlpiの関係が成り立つ。
網点を使わないため、lpiがppiと同程度でもジャギーは発生しにくい。

### 昇華型プリンタのlpi
昇華型プリンターでは、ハーフトーンを使うため、1ドットで多階調を表すことができる。そのため、lpiはdpiに近い（実際は、インクのにじみなどによりlpiは下がる）。

### 2値の印刷のlpi
文字など2値の印刷のlpiは、文字どおり、1インチにどれだけの線を引けるかを表す。ただし、印刷部分の本数と地の部分の本数の合計数で表す。
2値の印刷のlpiは、dpiに近い（実際は、インクのにじみなどによりlpiは下がる）。

## 実際の印刷物のlpi
- 新聞 - 60〜80 lpi
- 文字が主体の雑誌・書籍（モノクロ印刷の場合） - 80〜133 lpi
- カタログ、写真雑誌、チラシなど（カラー印刷の場合） - 175〜240 lpi 前後

※美術印刷や高級カタログなどの印刷物では、400lpi以上で印刷する場合もある（高精細印刷）。lpiの値が高ければ網点が細かくなり、より精細な印刷が可能となるが、印刷する紙の質に適合したスクリーン線数でなければ、却って印刷が汚くなることもある。新聞のlpiが低いのは新聞紙の紙の目が粗いためであり、線数を上げると網点が潰れて印刷される可能性が大きいからである。一方、高精細印刷には、表面を平滑にして細かい網点を保持するための薬剤を塗布したコート紙やアート紙が用いられる。

## AMスクリーニングとFMスクリーニング
階調印刷物を網点の大きさで表現するのが、本項目で解説しているAMスクリーニングである。これに対し、印刷の階調をミクロン単位の印刷点の密集の大小で表現するのがFMスクリーニングと呼ばれる。FMスクリーニングでは、製版・印刷の原理が異なることからスクリーン線数は使われず、またAMスクリーニングでは不可避だったモアレ問題をほぼ解決している。
現在では、目が粗い紙に印刷する新聞や雑誌を中心に、FMスクリーニングを採用する印刷会社が増えてきている。一方で、AMとFMでは得意・不得意な絵柄が異なることから、試行錯誤を繰り返しながらFMスクリーニングに移行したり、一度FMに移行しながらも再びAMに戻したり、FMにせずにAMのスクリーン線数を上げて高精彩印刷にするなど、印刷会社によって対応は様々である。